# 배힘찬
배힘찬(Bae Him-chan), 1983년 12월 8일 ~ )은 KBO 리그 전 KIA 타이거즈의 투수이다.

## 현대 유니콘스시절
2002년에 입단하였다.

## 넥센 히어로즈시절
2010년 5월 1일 두산 전에서 프로 데뷔 첫 선발승을 올렸다.
2015 시즌 7경기에 등판해 1패, 6점대 평균자책점을 기록하였다.

## KIA 타이거즈시절
2015년 11월 2차 드래프트에서 KIA 타이거즈가 1라운드에서 지명해 이적하게 되었다. 이적 당시 등번호는 12번이었으나 임창용의 복귀로 양보했다. 그 이후 육성선수 신분으로 전향됐다가 2016년 5월 4일 1군 엔트리에 등록되었고, 2016년 5월 5일 롯데 자이언츠전에 구원투수로 시즌 첫등판을 하여 3이닝 동안 피안타없이 1탈삼진 무실점 세이브를 기록하였다. 그리고 2016년 5월 17일 두산전 시즌 2번째 등판때도 구원등판하여 1이닝 무실점을 기록하였으나, 2016년 5월 18일 두산 베어스전에 2일연속으로 구원등판하였는데, 이날 경기에서 1 2/3이닝 7피안타 1피홈런 3볼넷 1탈삼진 6실점 5자책점 평균자책점 27.00을 기록하였고 다음날 엔트리에서 말소되면서 시즌을 마감하였다. 그리고 2017년 8월 13일 콜업되어 2017년 8월 17일 두산 베어스전에 구원투수로 시즌 첫 등판하여 1이닝 2탈삼진 무실점을 기록했으나 2017년 8월 19일 SK 와이번스전에 선발투수로 등판여 2 1/3이닝 12피안타 3피홈런 2탈삼진 11실점 11자책점 평균자책점 42.43이라는 최악의 성적을 거두고 강판되었고 2017년 8월 20일 엔트리에서 말소되었다.
시즌 종료 후 김광수와 함께 방출되었다.

## 별명
전체적으로 평균자책점이 높아 '배팅찬', '배똥찬'이라는 별명이 있다.

## 학력
- 서울가동초등학교
- 경원중학교
- 서울고등학교

## 통산 기록
| 연도 | 팀명     | 평균자책점 | 경기 | 완투 | 완봉 | 승 | 패 | 세 | 홀 | 승률  | 타자 | 이닝  | 피안타 | 피홈런 | 볼넷 | 사구 | 탈삼진 | 실점 | 자책점 |
| ---- | -------- | ---------- | ---- | ---- | ---- | -- | -- | -- | -- | ----- | ---- | ----- | ------ | ------ | ---- | ---- | ------ | ---- | ------ |
| 2002 | 현대     | 81.00      | 1    | 0    | 0    | 0  | 0  | 0  | 0  | -     | 5    | 0.1   | 4      | 0      | 0    | 0    | 0      | 4    | 3      |
| 2003 | 현대     | 36.00      | 1    | 0    | 0    | 0  | 0  | 0  | 0  | -     | 15   | 2     | 8      | 2      | 1    | 0    | 2      | 8    | 8      |
| 2008 | 우리     | 7.15       | 5    | 0    | 0    | 0  | 0  | 0  | 0  | -     | 55   | 11.1  | 16     | 2      | 4    | 2    | 5      | 11   | 9      |
| 2009 | 히어로즈 | 4.35       | 21   | 0    | 0    | 1  | 1  | 0  | 2  | 0.500 | 125  | 31    | 24     | 5      | 9    | 2    | 12     | 17   | 15     |
| 2010 | 넥센     | 6.94       | 14   | 0    | 0    | 2  | 5  | 0  | 0  | 0.286 | 161  | 35    | 40     | 7      | 21   | 5    | 11     | 28   | 27     |
| 2011 | 넥센     | 5.87       | 11   | 0    | 0    | 0  | 0  | 0  | 0  | -     | 74   | 15.1  | 20     | 0      | 8    | 3    | 14     | 10   | 10     |
| 2014 | 넥센     | 5.40       | 6    | 0    | 0    | 0  | 0  | 0  | 0  | -     | 32   | 6.2   | 11     | 1      | 1    | 0    | 4      | 4    | 4      |
| 2015 | 넥센     | 6.75       | 7    | 0    | 0    | 0  | 1  | 0  | 0  | 0.000 | 37   | 6.2   | 10     | 1      | 6    | 0    | 1      | 7    | 5      |
| 2016 | KIA      | 7.94       | 3    | 0    | 0    | 0  | 0  | 1  | 0  | -     | 27   | 5.2   | 7      | 1      | 3    | 0    | 2      | 6    | 5      |
| 2017 | KIA      | 29.70      | 2    | 0    | 0    | 0  | 1  | 0  | 0  | 0.000 | 21   | 3.1   | 12     | 3      | 0    | 0    | 4      | 11   | 11     |
| 통산 | 10시즌   | 7.44       | 71   | 0    | 0    | 3  | 8  | 1  | 2  | 0.273 | 552  | 117.1 | 152    | 22     | 53   | 12   | 55     | 106  | 97     |